# Deutsche Balkan-Zeitung
Die Deutsche Balkan-Zeitung war eine deutschsprachige Tageszeitung, die von 1916 bis 1918 in Sofia im Zarentum Bulgarien erschienen ist.

## Geschichte
Die von der Deutsch-Bulgarischen Gesellschaft gegründete Zeitung verfolgte das vorrangige Ziel, deutsche Wirtschaftsinteressen in Südosteuropa zu fördern. Hochrangige Politiker wie Gustav Stresemann, Matthias Erzberger sowie Friedrich Naumann waren Mitglieder der Gesellschaft. Die Deutsche Balkan-Zeitung sollte die deutsche und österreichisch-ungarische Industrie auch über den Ersten Weltkrieg hinaus über die wirtschaftlichen Verhältnisse im verbündeten Bulgarien und in anderen südosteuropäischen Länder informieren. Dem Handelsteil der Zeitung kam dabei ein großer Informationswert zu, weil wirtschaftliche Nachrichten in der bulgarischen Presse bislang nicht systematisch veröffentlicht wurden und somit kein Überblick über die ökonomische Situation bestand. Das Blatt verfügte aber auch über einen politischen und einen Kulturteil. Mit Kurt Aram konnte einer der führenden deutschen Journalisten als Chefredakteur gewonnen werden. Überdies bot die Deutsche Balkan-Zeitung bulgarischen Publizisten eine Plattform für die Bekanntmachung und Verbreitung der großbulgarischen politischen Agenda an ein deutschsprachiges Publikum und zur Diskussion von Balkanfragen. Infolge des Waffenstillstandes von Thessaloniki und der Kapitulation Bulgariens musste das Erscheinen der Zeitung jedoch eingestellt werden.